# Pteronarcys
Pteronarcys is een geslacht van steenvliegen uit de familie Pteronarcyidae. De wetenschappelijke naam van het geslacht is voor het eerst geldig gepubliceerd in 1838 door Newman.

## Soorten
Pteronarcys omvat de volgende soorten:
- Pteronarcys biloba Newman, 1838
- Pteronarcys californica Newport, 1848
- Pteronarcys comstocki Smith, 1917
- Pteronarcys dorsata (Say, 1823)
- Pteronarcys pictetii Hagen, 1873
- Pteronarcys princeps Banks, 1907
- Pteronarcys proteus Newman, 1838
- Pteronarcys reticulata (Burmeister, 1839)
- Pteronarcys sachalina Klapálek, 1908
- Pteronarcys scotti Ricker, 1952